# Rivière Churchill
Pour le fleuve du Labrador, voir fleuve Churchill.
Pour les articles homonymes, voir Churchill.
La rivière Churchill traverse la Saskatchewan et le Manitoba, Canada, et verse ses eaux dans la baie d'Hudson. 

## Géographie

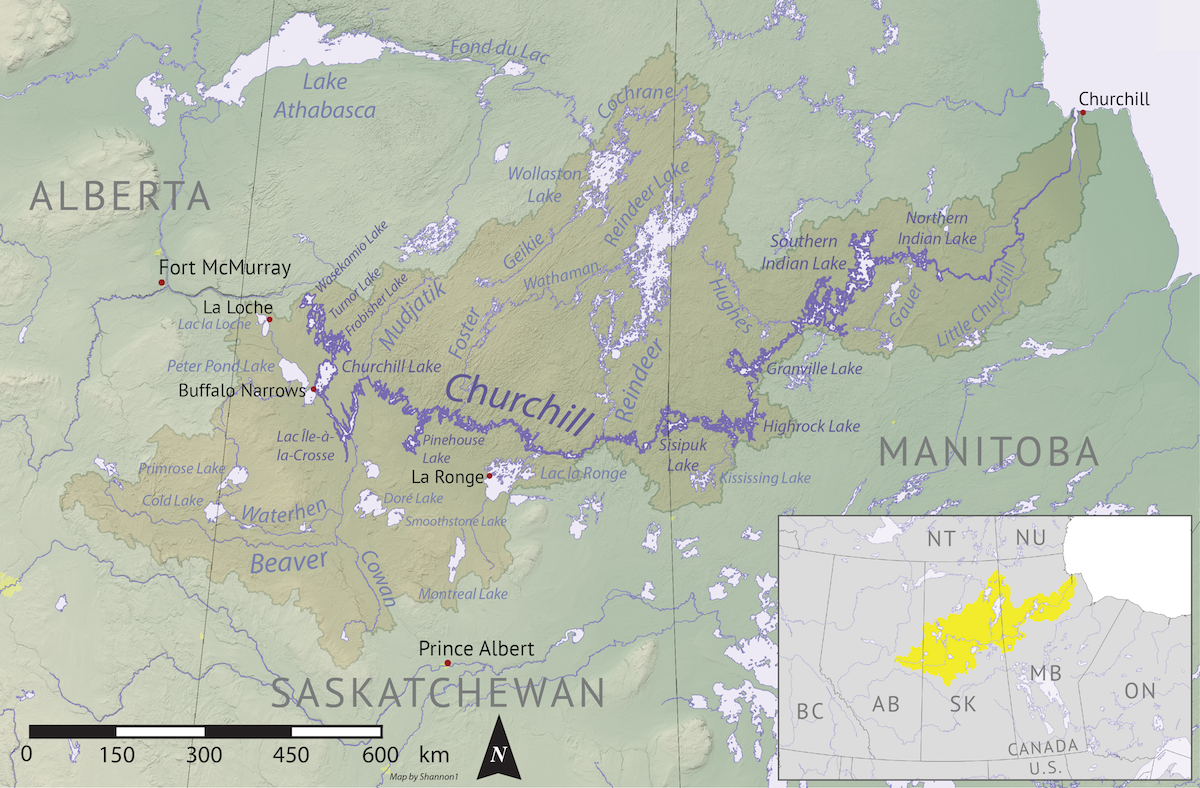
Bassin versant de la rivière Churchill.

Longue de 1 600 km, la rivière Churchill coule dans une série de grands lacs (Churchill, Highrock, Granville, Southern Indian et Grauer) jusqu'à la ville de Churchill, sur la rive occidentale de la baie d'Hudson. Son bassin versant naturel s'étend sur 283 000 km2 et son débit moyen, amputé de 60 % de son volume par le développement hydroelectrique, s'élève maintenant à 510 m³/s à son embouchure.
La rivière, connue par les Cris de la région comme la Missinippi (« grande rivière » en langue crie), porte le nom Churchill depuis le début du XVIIIe siècle en honneur de l'ancien gouverneur de la Compagnie de la Baie d'Hudson, John Churchill. Les membres de la Nation Crie Mathias Colomb, établis à Pukatawagan, près de la frontière avec la Saskatchewan, sont également connus comme les Cris de Missinippi. Leurs ancêtres vivaient le long de la rivière, du village Pukatawagan jusqu'à la ville moderne de Churchill.
Depuis 1977, la majeure partie des eaux de la rivière Churchill est dérivée vers le complexe hydroélectrique du fleuve Nelson, à environ 150 km au sud. Le débit à l'embouchure de la rivière Churchill est donc passé de 1 270 m³/s à environ 510 m³/s et le fleuve Nelson reçoit quelque 760 m³/s du lac Southern Indian, qui a été rehaussé d'environ 3 mètres, via des canaux de dérivation liant le lac à la rivière Burntwood. Un débit écologique de 14 à 43 m³/s est maintenu en tout temps par la société d'État Manitoba au barrage Missi, à l'emplacement de l'ancien l'ancien exutoire naturel du lac Southern Indian.
Le projet initial du Manitoba Hydro prévoyait de rehausser le lac Southern Indian (superficie: 2 000 km2) de 10,6 mètres, mais cela aurait nécessité le déplacement du village Southern Indian Lake de la Nation crie O-Pipon-Na-Piwin et le projet a été finalement écarté. Le canal de dérivation et les biefs créés ont aussi entraîné l'inondation des terres de la Nation crie Nisichawayasihk à Nelson House, sur la rivière Burntwood, à quelque 80 km à l'ouest de la ville de Thompson.
Comme la plupart des grands cours d'eau qui se jettent dans la baie d'Hudson, elle est officiellement désignée une rivière plutôt qu'un fleuve. Le nom fleuve Churchill désigne un cours d'eau du Labrador, qui se jette dans l'océan Atlantique.
La rivière donne son nom au circonscription électorale fédérale de Desnethé—Missinippi—Rivière Churchill en Saskatchewan.